# Agronom

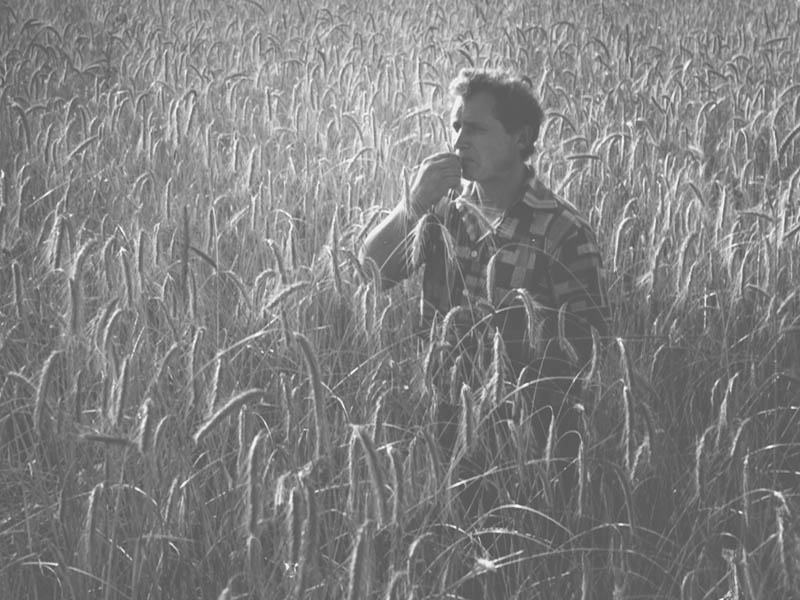
Agronom na miejscu pracy, Mołdawia

Agronom (gr. agronomos „wiejski rządca, włodarz”) – rolnik, specjalista w dziedzinie agronomii, teoretycznej i praktycznej nauki o gospodarstwie rolnym.

## Agronomia w Polsce
W 1960 roku w PRL organizowano służbę doradztwa rolnego podporządkowaną gromadzkim radom narodowym. Oparta ona była o etat agronoma gromadzkiego, którego zadaniami było:
- organizowanie gospodarki nasiennej i realizacja gromadzkiego planu nasiennego,
- organizowanie walki z chorobami, szkodnikami i chwastami,
- zagospodarowanie gruntów Państwowego Funduszu Ziemi,
- działalność w zakresie wprowadzania na wieś postępu w produkcji rolnej.
- opracowywanie na podstawie wytycznych prezydium PRN planów gromadzkich w sprawie ochrony roślin i zapotrzebowania na środki ochrony roślin,
- organizowanie zbiorowego wykonywania zabiegów ochroniarskich,
- poradnictwo w zakresie zwalczania agrofagów.

Agronomowie byli także urzędnikami odpowiedzialnymi za przydział reglamentowanych środków do produkcji rolnej i budownictwa rolniczego, zajmowali się rozliczaniem dostaw obowiązkowych, nadzorowali obowiązkowe wymiany materiału siewnego zbóż i sadzeniaków ziemniaków.  Agronom mieszkał (nieraz wspólnie z lekarzem weterynarii) w agronomówce, która z przyległą działką ziemi gromadzkiej obejmowała ogródek owocowo-warzywny i pólko demonstracyjno-doświadczalne. W agronomówce znajdowało się podręczne laboratorium do doraźnych badań warunków glebowo-klimatycznych. 
W czasach PRL obowiązki tworzenia stanowiska agronoma miały PGR-y, rolnicze spółdzielnie produkcyjne i kółka rolnicze.